# Acireale

Acireale dins la província de Catània

Acireale (sicilià Jaciriali) és un municipi italià, situat a la regió de Sicília i a la ciutat metropolitana de Catània. L'any 2007 tenia 52.549 habitants. Limita amb els municipis d'Aci Castello, Aci Catena, Aci Sant'Antonio, Giarre, Riposto, Santa Venerina, Zafferana Etnea
Situada a la costa oriental de Sicília, 15 km al nord de Catània, la ciutat d'Acireale és principalment coneguda pels seus monuments barrocs i per la quantitat d'esglésies presents en el seu territori.

## Història
Els orígens de la ciutat són antics, hi ha qui els identifica amb la ciutat grega de Xiphonia. El nom de la ciutat sembla procedir de la mitologia grega: Acis era un pastor que s'enamorà de la nimfa Galatea i que per això va ser matat pel seu rival, el ciclop Polifem, i la seva sang es va convertir en un riu.
Acis, nomenada també "Aquilia", va ésser una ciutat romana i va participar en les guerres púniques. Conquistada pels romans d'Orient i després pels àrabs, a l'edat mitjana la ciutat es consolidà al voltant del castell costaner (avui Acicastello).
El 1169 un terratrèmol va sacsejar el territori i va obligar la població de refugiar-se a les proximitats.
A finals del segle xiv, una desena de famílies es van desplaçar encara més al nord i van fundar així "Aquilia la Nova" en el lloc on la ciutat es troba avui.
Durant la guerra que enfrontava al Regne de Sicília i el Regne de Nàpols, fou testimoni el 1356 de l'escac d'Ognina, una batalla naval que va marcar la preponderància del casal de Barcelona sobre l'illa.
Al segle xvi Carles V va alliberar la ciutat dels impostos i el 1642, Felip IV va concedir l'estatus de ciutat demanial. En aquesta ocasió el nom de la ciutat "Aci" va ser canviat, afegint-s'hi "reale" (real).
Algunes dècades més tard, el 1693, la ciutat va patir les conseqüències d'un violent terratrèmol que va afectar tota la Sicília oriental. L'amor dels habitants per la seva ciutat va iniciar un llarg però inarrestable procés de reconstrucció que va donar la llum a importants monuments d'altíssim valor artístic i arquitectònic.
Entre els monuments d'Acireale es destaquen la catedral, construïda a partir del segle xvii, la basílica col·legiata de Sant Sebastià i el Palau del Municipi, els monuments barrocs més importants de la ciutat, la construcció dels quals es va iniciar a principis del segle xviii.

## Administració
| Període | Identitat       | Partit       |
| ------- | --------------- | ------------ |
| 2004-   | Antonio Garozzo | Forza Italia |

## Personatges il·lustres
- Rosario Nicolosi, president de Sicília el 1985-1991